# Jan Hoffmann
Jan Hoffmann (Dresda, 26 ottobre 1955) è un ex pattinatore artistico su ghiaccio tedesco, specializzato nel singolo.

## Carriera
All'età di 12 anni Hoffmann ha partecipato per la prima volta ai Giochi olimpici nel 1968 a Grenoble, all'età di 12 anni, classificandosi ventiseiesimo. Quattro anni più tardi, ai Giochi olimpici di Sapporo del 1972, si è classificato sesto dopo un quarto posto nelle figure obbligatorie e un decimo nel programma libero.
Hoffmann ha vinto la sua prima medaglia d'oro in un campionato ISU al Campionato Europeo del 1974 a Zagabria, davanti al sovietico Sergej Volkov e al britannico John Curry. Dopo aver vinto la sua prima medaglia mondiale, un bronzo, nel 1973, nel 1974 Hoffmann ha vinto il suo primo oro al Campionato del mondo svoltosi a Monaco di Baviera grazie al primo posto nelle figure obbligatorie, il quinto nel programma corto e il secondo nel libero, precedendo nuovamente Volkov e il canadese Toller Cranston. Tecnicamente molto dotato, nel libero ha atterrato un triplo lutz, il salto triplo più difficile realizzato fino a quel momento.
Nello stesso anno si è infortunato al ginocchio su un trampolino elastico, ha dovuto sottoporsi a un'operazione al menisco ed è stato costretto a saltare l'intera stagione 1974-1975.
Ai Giochi olimpici di Innsbruck del 1976 Hoffmann si è classificato quarto dopo aver ottenuto il quarto posto nelle figure obbligatorie, il nono nel programma corto e il quinto nel programma libero.
Al Campionato europeo di Zagabria del 1979 Hoffmann ha vinto il suo quarto titolo continentale precedendo il sovietico Vladimir Kovalëv e il britannico Robin Cousins. Nel successivo Campionato del mondo di Vienna ha vinto il bronzo, preceduto da Kovalëv e Cousins.
Nel gennaio 1980 Hoffmann si è classificato secondo dietro a Cousins al Campionato europeo di Göteborg. Presente per la quarta volta ai Giochi olimpici del 1980 a Lake Placid, Hoffmann si è classificato primo nelle figure e secondo negli altri due segmenti di  gara, vincendo la medaglia d'argento dietro a Cousins e davanti allo statunitense Charles Tickner. Ha concluso la sua carriera in marzo al Campionato del mondo di Dortmund. Primo nelle figure e secondo nei due successivi segmenti di gara, ha vinto il suo secondo titolo mondiale davanti a Cousins e Tickner. Per Hoffman si è trattato della settima medaglia mondiale, un record nel dopoguerra che sarebbe stato eguagliato solo nel 2021 da Yuzuru Hanyū.

## Palmarès
| Internazionali                     | Internazionali | Internazionali | Internazionali | Internazionali | Internazionali | Internazionali | Internazionali | Internazionali | Internazionali | Internazionali | Internazionali | Internazionali | Internazionali |
| Evento                             | 1967–68        | 1968–69        | 1969–70        | 1970–71        | 1971–72        | 1972–73        | 1973–74        | 1974–75        | 1975–76        | 1976–77        | 1977–78        | 1978–79        | 1979–80        |
| ---------------------------------- | -------------- | -------------- | -------------- | -------------- | -------------- | -------------- | -------------- | -------------- | -------------- | -------------- | -------------- | -------------- | -------------- |
| Giochi olimpici invernali          | 26°            |                |                |                | 6°             |                |                |                | 4°             |                |                |                | 2°             |
| Campionati mondiali                |                |                | 10°            | 4°             | 6°             | 3°             | 1°             |                | 3°             | 2°             | 2°             | 3°             | 1°             |
| Campionati europei                 | 21°            | 16°            | 9°             | 4°             |                | 3°             | 1°             |                | 3°             | 1°             | 1°             | 1°             | 2°             |
| Skate America                      |                |                |                |                |                |                |                |                |                |                |                |                | 3°             |
| Prize of Moscow News               |                |                | 4°             |                |                |                |                |                |                |                |                |                |                |
| Nazionali                          |                |                |                |                |                |                |                |                |                |                |                |                |                |
| Campionati della Germania dell'Est |                | 2°             | 2°             | 1°             | 1°             | 1°             | 1°             |                | 1°             | 1°             | 1°             | 1°             | 1°             |

1. ↑  (EN) Hoffmann Wins World Skate Title, su nytimes.com.
2. ↑  (EN) World skaters in final practices, su newspapers.com.
3. ↑  (EN) Philip Hersh, In pushing each other, Hanyu and Chen have redefined the meaning of figure skating greatness, su nbcolympics.com. URL consultato il 13 settembre 2023.
4. ↑   Risultati Giochi olimpici, su sports-reference.com. URL consultato il 22 aprile 2023 (archiviato dall'url originale il 17 dicembre 2012).
5. ↑   Risultati Campionati del mondo competizione maschile (PDF), su isu.org. URL consultato il 22 aprile 2023 (archiviato dall'url originale il 6 novembre 2012).
6. ↑   Risultati Campionati europei competizione maschile (PDF), su isu.org. URL consultato il 22 aprile 2023 (archiviato dall'url originale il 13 maggio 2013).
7. ↑   Canadian Result Book Vol. 2 (PDF), su skatecanada.ca. URL consultato il 16 maggio 2023 (archiviato dall'url originale il 20 settembre 2009).